# Área del plano de flotación

Área del plano de flotación.

Área del plano de flotación: El plano del agua donde flota un buque se interseca con el casco definiendo una superficie que se denomina superficie de flotación. En la figura se observa esta para tres estados diferentes de carga F1, F2 y F3. Estas superficies se consideran siempre paralelas unas a otras y paralelas a su vez a la línea base (LB) o línea de la quilla.

## Cálculo
El cálculo del área de esta superficie se puede realizar mediante diversos métodos, aprovechando siempre el hecho de que es simétrica respecto al eje de crujía. Por ejemplo:
- Método de Simpson.
- Método de los trapecios.
- Integración analítica (si se conoce la función matemática de la curva perimetral).

A partir del área se determinan los valores de los coeficientes de afinamiento o coeficientes de forma de la carena.